# Włodzimierzyk
Włodzimierzyk – część wsi Włodzimierz w Polsce, położona w województwie łódzkim, w powiecie łaskim, w gminie Wodzierady.
W latach 1975–1998 Włodzimierzyk administracyjnie należał do województwa sieradzkiego.